# Jrahovit
Jrahovit (in armeno Ջրահովիտ?, in passato Dzhabachalu) è un comune dell'Armenia di 1 174 abitanti (2008) della provincia di Ararat.